# Сары-Бээ (Джалал-Абадская область)
Сары-Бээ (кирг. Сары-Бээ) — посёлок, административно подчинённый городу Майлуу-Суу Джалал-Абадской области Кыргызстана. Код СОАТЕ — 417 03 430 710 01 0.

## География
Расположен в юго-восточной части области, на берегах реки Майлуу-Суу, вблизи места впадения в неё реки Сары-Бээ, на расстоянии приблизительно 4 километров (по прямой) к северо-востоку от города Майлуу-Суу. Абсолютная высота — 1057 метров над уровнем моря.

## Население
Согласно оценочным данным Национального статистического комитета Кыргызской Республики, численность населения посёлка в 2022 году составляла 564 человека.
| год     | 2009 | 2022 |
| ------- | ---- | ---- |
| человек | 2654 | 564  |